# Chauvet-barlang
A Chauvet-barlang (amelyet néha Pont d’Arc barlangjának is neveznek) felfedezőjéről, Jean-Marie Chauvet francia barlangászról kapta a nevét. 1994. december 18-i megtalálása óta az érdeklődés középpontjában áll késő őskőkori rajzai és lenyomatai miatt. Fontossága nemcsak vetekszik, de meg is haladja a korábbi legismertebb festményes barlangok, Lascaux és Altamira jelentőségét.
A barlang Dél-Franciaország Ardèche megyéjében, az Ardèche folyó mellett, Vallon-Pont-d’Arc település közelében található. 2014. június 22-től a kulturális világörökségi helyszínek listáján szerepel.

## A barlang
A barlang 240 × 100 méteres területen négy nagyobb (15-30 méteres) termet foglal magában. A legnagyobb terem 40 × 60 méter alapterületű.

### A lelőhely kora
A barlang csak egyike az Ardèche folyó mentén sorakozó sok barlangnak. Ezen barlangok többsége tartalmaz őskori leleteket, de a Chauvet-barlang kiemelkedően sok és jó minőségű lelettel szolgált. A radiokarbon kormeghatározás alapján két elkülönülő és egymástól független települési periódusban, a 32-30 000 évvel ezelőtti aurignaci és a 27-25 000 évvel ezelőtti gravetti kultúra idején használták a barlangot kultikus célokra (nem lakás céljára). Egyes művészettörténészek (például Christian Züchner) a festmények és szobrok stílusa alapján a fekete festményeket még későbbre, a magdaléni kultúra idejére teszik (18 000-10 000 év).
Ugyanezen érvek mentén az is feltehető, hogy a magdaléni kultúra eddigi legrégebbi ismert leletei kerültek elő. A fekete festmények mindenesetre fiatalabbak a vöröseknél, mert helyenként fedik azokat.
A radiometrikus datálás alapján a barlang utolsó látogatója 25 000 éve egy gyermek volt, akinek lábnyomai és fáklyája koromnyomai is megmaradtak, majd egészen 1994-ig senki sem járt benne. Körülbelül 22 000 évvel ezelőtt egy lezuhanó szikla teljesen elzárta a bejáratot. A legkorábbi lelet kora 32 900 év ± 490 év. A radiometrikus datálással szembehelyezkedő ősrégészek szerint a fáklyák és a festék szénanyaga nem feltétlenül akkor keletkezett, amikor felhasználták azokat.

### Leletei

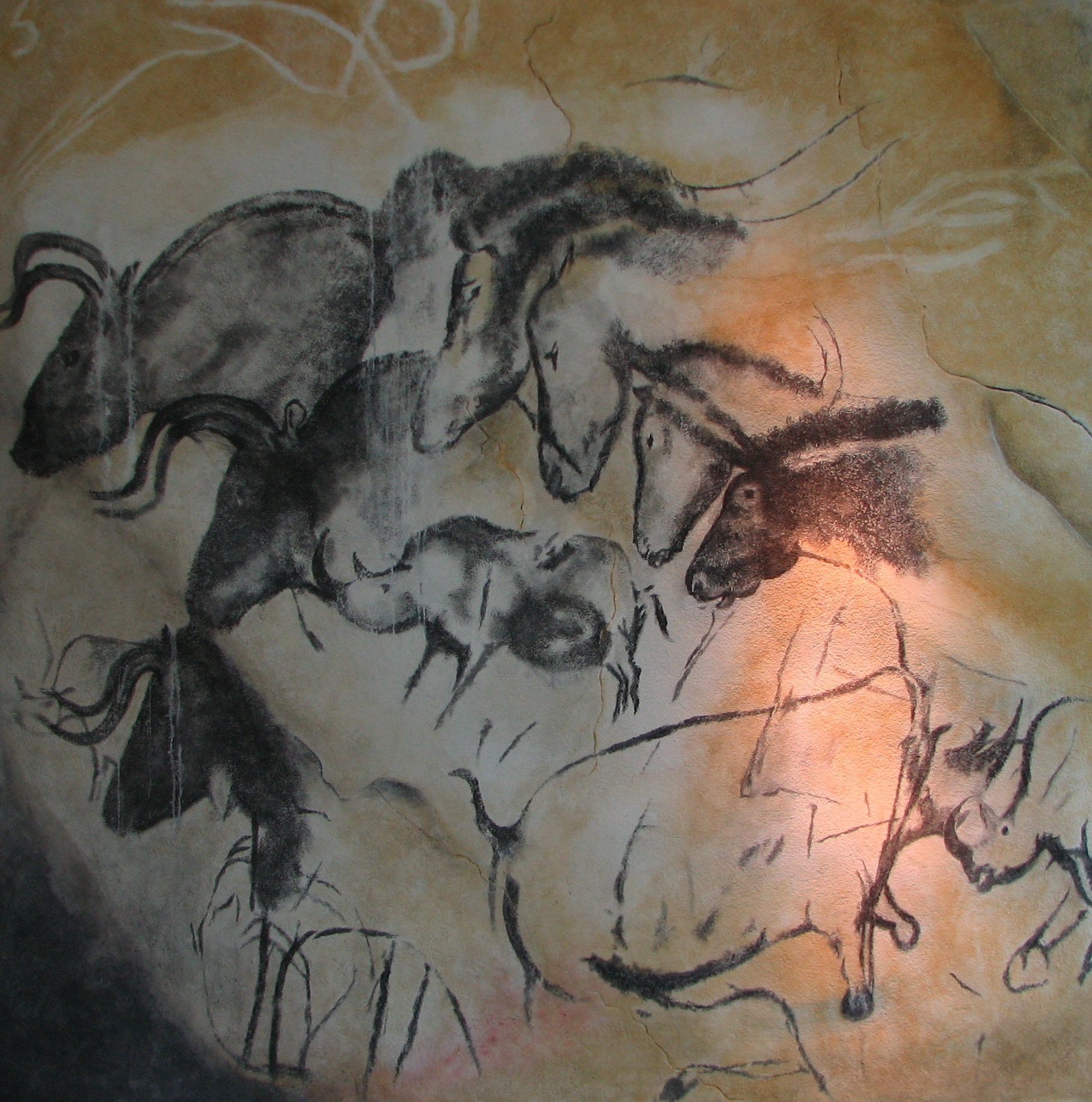
Őstulok, ló és orrszarvúfejek a fekete korszakból

A barlangban az emberi tevékenységet megelőzően barlangi medve (Ursus spaeleus) család lakott, egy agyagba nyomódott mélyedést a kutatók a medve fészkeként azonosítottak, ezenkívül nagy számban találhatók itt medvecsontok is. Emellett azonban szarvas és kőszáli kecske maradványai is vannak.
A több száz festmény legalább 13 különböző faj egyedeit ábrázolja, köztük olyanok is, amelyek más korabeli ábrázolásokon sosem jelennek meg. Egy részét más helyekről is jól ismert ló (26), őstulok (19), rénszarvas (10), óriásszarvas (3) alkotja. Ezenkívül barlangi oroszlánok (36), mamutok (34), párduc (1), medvék (12), bagoly (1), gyapjas orrszarvúak (47), hiénák és egy skorpió is felismerhető. Emberábrázolás is előfordul, például vadászó emberek rajzai. Az emberi testrészek ábrázolásai tenyérlenyomatok formájában láthatók, ezenkívül profilból és szemből rajzolt, egészen modernnek tűnő arcképek és egy Chauvet-Vénusznak nevezett minta egy cseppkövön. Ez utóbbit egy női szeméremdomb ábrázolásának tartják.
Egyes kutatók szerint ezek az alkotások nem kultikus célokat szolgáltak, hanem tisztán l'art pour l'art típusúak. Az ábrázolások készítésének technológiája is egyedi, a festés előtt a felületeket kezelték (tisztították, esetleg csiszolták), egyes állatok körvonalait kissé bemélyítették, így plasztikus hatásúak.
Kisebb kövek, kőlapocskák is előkerültek geometrikus, ismétlődő mintázattal, amelyeket egyesek íráskezdeményeknek vélnek.

## Látogatás
A barlang a nagyközönség előtt zárva van. A barlangrajzok a 2015-ben felépült látogatói központ területén fekvő barlang épületében, mint másolatok megtekinthetőek.